# Родина (Марамуреш)
Родина (рум. Rodina) насеље је у Румунији у округу Марамуреш у општини Ариниш. Oпштина се налази на надморској висини од 164 m.

## Становништво
Према подацима из 2002. године у насељу је живело 178 становника, од којих су сви румунске националности.